# 14 Aurigae
14 Aurigae, som är stjärnans Flamsteed-beteckning, är en multippelstjärna i den norra delen av stjärnbilden Kusken, som också har variabelbeteckningen KW Aurigae. Den har en genomsnittlig kombinerad skenbar magnitud på ca 5,01 och är svagt synlig för blotta ögat där ljusföroreningar ej förekommer. Baserat på parallaxmätning inom Hipparcosuppdraget på ca 1,4 mas, beräknas den befinna sig på ett avstånd på ca 269 ljusår (ca 82 parsek) från solen. Den rör sig närmare solen med en heliocentrisk radialhastighet på ca –9 km/s.

## Egenskaper
14 Aurigae A är en enkelsidig spektroskopisk dubbelstjärna i en cirkulär bana med en period av 3,7887 dygn. Primärstjärnan är en blå till vit stjärna i huvudserien av spektralklass A9 V eller A V, beroende på källa. Den har en massa som är ca 1,6 solmassor, en radie som är ca 4,6 solradier och utsänder ca 62 gånger mera energi än solen från dess fotosfär vid en effektiv temperatur på ca 7 500 K.
14 Aurigae A, eller KW Aurigae, är en pulserande variabel av Delta Scuti-typ (DSCT), som varierar mellan visuell magnitud +4,95 och 5,08 med en period av 0,088088 dygn eller 2,1141 timmar.
14 Aurigae B ligger omkring 10 bågsekunder norr om primärstjärnan och är endast en visuell följeslagare. Emellertid delar 14 Aurigae C, en stjärna i huvudserien av spektraltyp F och av magnitud 7,86,  gemensam egenrörelse med 14 Aurigae A och de bildar således ett system. Denna del av konstellationen är också en enkelsidig spektroskopisk dubbelstjärna, med en period av 2,9934 dygn. Den sista komponenten i systemet, nu betecknat 14 Aurigae Cb, är en vit dvärgstjärna som är separerad från komponent C, eller snarare Ca-paret, med 2 bågsekunder. Om den verkligen är bunden till Ca är dess omloppsperiod ca 1 300 år.